# Jack și ultraroboții
Jack și ultraroboții este al optprezecelea episod al serialului de desene animate Samurai Jack.

## Subiect
Jack trece pe rând prin trei orașe distruse, unde câte un supraviețuitor muribund îi povestește cum au fost atacați din senin și nu s-au putut apăra. Agresorii plecaseră de fiecare dată spre est și Jack le ia urma.
Nu după mult timp se întâlnește cu opt ultraroboți, fiecare cu câte o armă: unul cu o gheară cu lanț, altul cu niște discuri dințate rotative, altul cu mitraliere, altul cu frânghii explozibile, altul invizibil, altul care aruncă flăcări, altul care aruncă steluțe metalice, iar altul cu sabie.
Aceștia distruseseră cele trei orașe tocmai ca să-l ademenească pe Jack. Începe o luptă, dar sabia lui Jack nu le face niciun rău ultraroboților, care par indestructibili, așa că Jack este nevoit să se refugieze printre ruinele ultimului oraș întâlnit.
Acolo îl întâlnește pe creatorul ultraroboților, Extor. Acesta îi construise pentru a-l ucide pe Jack, iar Aku îi alimentase pe toți cu puterea lui malefică. Pentru a-i testa, Aku i-a trimis mai întâi să distrugă chiar satul lui Extor, astfel încât acesta vrea acum să-și distrugă creațiile. Jack își mărturisește neputința împotriva lor, dar Extor îi pune la dispoziție un braț metalic care-i va spori puterea, pentru ca loviturile sale de sabie să poată tăia adamantiul din care erau construiți ultraroboții.
Jack îi înfruntă iar pe ultraroboți, tăindu-i pe toți până rămâne cu cel cu sabia. Dar tocmai atunci energia brațului său metalic se termină și fără puterea acestuia este copleșit de puterea ultrarobotului. Atunci Jack invocă spiritele strămoșilor, care îl înzestrează cu forța necesară pentru a distruge și ultimul ultrarobot.